# Glen Allen (Alabama)
Glen Allen es un pueblo ubicado en los condados de Fayette y Marion en el estado estadounidense de Alabama. En el año 2000 tenía una población de 442 habitantes y una densidad poblacional de 31.8 personas por km².

## Geografía
Glen Allen se encuentra ubicado en las coordenadas 33°53′58″N 87°43′49″O / 33.89944, -87.73028. Según la Oficina del Censo, la localidad tiene un área total de 13,9 km² (5,4 mi²), de la cual 13,9 km² (5,4 mi²) es tierra y 0 km² (0 mi²) (0.00%) es agua.

## Demografía
Según la Oficina del Censo en 2000 los ingresos medios por hogar en la localidad eran de $26,827, y los ingresos medios por familia eran $36,875. Los hombres tenían unos ingresos medios de $24,531 frente a los $19,063 para las mujeres. La renta per cápita para la localidad era de $17,877. Alrededor del 19,3% de la población estaban por debajo del umbral de pobreza.